# Níels Hafsteinsson
Níels Hafsteinsson (* 16. April 2004 in Reykjavík) ist ein isländischer Eishockeyspieler, der seit Beginn seiner Karriere bei Skautafélag Akureyrar in der isländischen Eishockeyliga spielt.

## Karriere
Níels Hafsteinsson begann seine Karriere als Eishockeyspieler beim Rekordmeister Skautafélag Akureyrar, für den er als 15-Jähriger in der isländischen Eishockeyliga debütierte. 2013 wurde er mit seiner Mannschaft isländischer Meister.

### International
Níels Hafsteinsson spielte bereits als Jugendlicher für Island. Er nahm an der U18-Weltmeisterschaft der Division III 2022 sowie den U20-Weltmeisterschaften 2022 und 2023 in der Division II teil.
Parallel zu den Einsätzen in den Juniorenteams spielt Níels Hafsteinsson bereits in der Herren-Nationalmannschaft. Sein Weltmeisterschafts-Debüt gab er an seinem 19. Geburtstag bei der 1:4-Niederlage gegen Georgien bei der Weltmeisterschaft 2023 in der Division II. Drei Tage später erzielte er beim 4:2-Erfolg gegen Australien sein erstes Länderspieltor. Trotz dieses Erfolges mussten die Isländer schlussendlich von der A- in die B-Gruppe der Division absteigen.

## Erfolge
- 2023 isländischer Meister mit Skautafélag Akureyrar